# Barbarosporina rhytismatis
Barbarosporina rhytismatis är en svampart som beskrevs av Kirulis 1942. Barbarosporina rhytismatis ingår i släktet Barbarosporina, divisionen sporsäcksvampar och riket svampar.   Inga underarter finns listade i Catalogue of Life.